# Klaxons
Klaxons foi uma banda britânica de indie rock. Curiosamente, de uma brincadeira feita pelos seus integrantes, seu estilo sonoro se intitulou "new rave".
A banda foi formada em 2005, e após lançar um EP e vários singles pela gravadora Modular Recordings/Angular Records, em 2007 eles assinam com a Polydor Records e lançam seu primeiro álbum Myths Of The Near Future, que foi elogiado pela mídia e pelo público em geral. Em outubro de 2006 a banda saiu na turnê "New Rave Revolution Tour", da revista NME. O segundo disco, Surfing the Void, foi lançado em 23 de agosto de 2010. Seu terceiro trabalho, Love Frequency, foi lançado em 2014. No ano seguinte, eles saíram em turnê pelo Reino Unido e anunciaram que não fariam mais shows juntos, sem revelar o motivo.

## Discografia

### Álbuns de estúdio
- Myths of the Near Future (2007)
- Surfing the Void (2010)
- Love Frequency (2014)